# Schiers
Schiers é uma comuna da Suíça, no Cantão Grisões, com cerca de 2.446 habitantes. Estende-se por uma área de 61,75 km², de densidade populacional de 40 hab/km². Confina com as seguintes comunas: Fanas, Furna, Grüsch, Jenaz, Luzein, Sankt Antönien, Seewis im Prättigau, Tschagguns (AT - 8), Vandans (AT-8).
A língua oficial nesta comuna é o Alemão.